# 安中タクシー
安中タクシー株式会社（あんなかタクシー）は、群馬県安中市に本社を置くタクシー事業者である。安中駅・磯部駅を起点に乗合タクシーの運行も行っている。

## 運行路線
- 磯部・中野谷線

安中市役所 → 磯部駅 → 東横野公民館 → 安中市役所
- 間仁田･岩野谷線

安中市役所 → 学習の森 → 岩野谷公民館 → 安中市役所
午前中は定刻で運転。午後はデマンド運行。
※ いずれも休日は運休である。